# 콘칩
콘칲(Corn chip)은 옥수수로 만든 과자의 일종이다.
미국에서는 프리토가 콘치팁 중에서 가장 오래되고 널리 알려진 상표이기도 하다.
한국에서는 콘칩이 오리지널로 군옥수수맛을 넣어 맛을 더욱더 풍부하게 만들었다. 하지만 처음부터 콘칩에 군옥수수맛이 있었던 것은 아니다. 디 오리지날 콘칩은 아무 맛이 없었고 그냥 옥수수맛이었다고 한다. 사람들은 그 밍밍한 맛에 실망하고, 콘칩을 사는것을 꺼려했다. 
한국 크라운제과 콘칩의 정식명칭은 'C콘칲'이다. 그리고 대한민국 내에서 생산된 콘칩의 제조사는 크라운제과 이외에도 오리온, 삼양식품 등에서도 생산한 적이 있다.

## 같이 보기
- 프리토레이
- 나초
- 감자칩